# Simulium xanthogastrum
Simulium xanthogastrum är en tvåvingeart som beskrevs av Rubtsov 1951. Simulium xanthogastrum ingår i släktet Simulium och familjen knott. Inga underarter finns listade i Catalogue of Life.